# 지추 미술관
지추 미술관(地中美術館 지추비주쓰칸[*])은 일본 가가와현 나오시마섬 (나오시마정)에 있는 미술관이다. 월터 드 마리아, 제임스 터렐, 클로드 모네의 작품을 영구 전시하고, 개별 작품마다 작품을 체감하는 건축 공간을 구성하고 있다. 예약제다.